# Dombrádi Krisztián
Dombrádi Krisztián (Budapest, 1975. december 16.) kommunikáció és mesterséges-intelligencia-kutató szociológus, főiskolai tanár.

## Érdeklődési területe
A társadalmi tőke kommunikációelméletével és rendszerelméletekkel foglalkozik. Érdeklődése középpontjában a transzdiszciplináris tudásalapú folyamatok állnak. Idegennyelvű közleményei többsége: az evolúcióelméletről, vallásszociológiáról és egyre hangsúlyosabban a harcászati kommunikációelméletről, továbbá a mesterséges intelligencia változó szerepéről szólnak. (Publikációi e témákban a müncheni Grin Verlag kiadványai között találhatók). Három önálló kötete jelent meg a Századvég Kiadó gondozásában. Az első 2004-ben Rendszer és politika címmel. 2011-ben az Ismerős ismeretlen, kommunikáció és társadalmi tőke. Ezt követően a Belvedere Meridionale Kiadónál jelent meg a Boldogulás tudásközösségekben című munkája. Jelenleg további öt kötete áll előkészítés alatt. 
Egyetemi tanulmányait a Szegedi Tudományegyetemen végezte. Tanulmányai fő irányát Pászka Imre (DSc) jelölte ki. Ph.D. értekezését a Horányi Özséb alapította Kommunikáció Doktori Programján, a Pécsi Tudományegyetem védte meg 2007-ben. Disszertációjának témavezetője Buda Béla. Központi témája a részvétel és a „bevonódás” elemzése a társadalmi kommunikáció folyamataiba. Az együttműködő közösségek problémamegoldó és (lét)értelmezési stratégiáinak megértése. Kutatásait budapesti Semmelweis Egyetem Általános Orvostudományi Karának Magatartástudományi Intézetében Kopp Mária vezetése mellett végezte. Eredményei a Hungarostudy kutatás sorozat részét képezték. 2004-ben és 2007-ben Szerbiában a Vajdasági Magyar Szövetség helyhatósági és országgyűlési választásai során, elnöki tanácsadóként, e kommunikációs kampányok stratégiai tervezője, vezetője. 2021-ben Magyarország Miniszterelnöke főiskolai tanárrá nevezte ki. Két gyermek édesapja: Zsófia és Ádám, akik jelenleg Budapesten középiskolások. 2024-ben édesapja, Dombrádi István megalapította a Buda Béla Fiatal Kutatókért és Tehetséggondozásért Alapítványt.

## Oktatási tevékenység
Egyetemi pályafutása utolsó éveiben tanszéke demonstrátorként kérte fel, szociológiai elméletről és rendszerelméletről tartott órákat a Szegedi Tudományegyetemen. Pályája kezdetén továbbra is a szociológiai elmélet alapjait ismertette az Apor Vilmos Katolikus Főiskola hallgatóival, majd a Károli Gáspár Református Egyetemen Buda Béla alapította Kommunikáció Tanszékén tanított kommunikációelméletet, szociológiaelméletet, társadalmi kommunikációt, médiaelméletet, politológiát, társadalmi tőke elméletét és társadalomfilozófiát. Eközben a Metropolitan Egyetemen politikai kommunikációt oktatott, mint meghívott előadó. 
A Zsigmond Király Főiskolán, majd jogutódján a Milton Friedman Egyetemen közel tíz éven át a Kommunikáció és Művelődéstudományi Tanszéket vezette. Az Egyetem szenátusának tagja volt. 2024-től az MTA-SZTE Oral History and History Education Research Group tagja. Oktatási módszertanát a társadalomtudományi elméletek gyakorlati hasznositása jellemzi. Szemléletmódját karakteres holisztikus attitűd hatja át. Létrehozta az “Élvezhető tudomány” (enjoyable_science) platformot. Általa az érdeklődő nyilvánosság az új, hazai és nemzetközi tudományos közleményekről kaphat információt.

## Publikációk és tudományos eredmények
Tudományos publikációinak jelentős része elérhető a Magyar Tudományos Művek Tára (MTMT) adatbázisában.
Jelenlegi tudományos, kutató és elemző tevékenységét a Magyar Tudományos Akadémia (MTA-SZTE) Narrative History and History Teaching Research Group keretein belül végzi, Dr. Prof. Pászka Imre (DSc) vezetése és Dr. Habil Jancsák Csaba tanácsai alapján.
- New Interpretations of Darwin's Evolutionary Theory; Krisztian Dombradi (Author); Biology - Developmental Biology, 2024; Catalog Number V1496193; Munich, GRIN Verlag
- The Communication Theory of Combined Arms Warfare; Scientific Essay, 2024. ; Krisztian Dombradi (Author); Sociology - War and Peace, Military; Catalog Number V1488108; Munich, GRIN Verlag
- The Sociology of Religion as a Sociology of Knowledge, Trends and Challenges; Krisztian Dombradi (Author); Catalog Number V1513421; Munich, GRIN Verlag,; ISBN (Book) 9783389082263
- Transdisciplionarity Practical Comparison of Natural and Artificial Neural Networks. Thoughts on the Air Force Renewing Training System; Krisztian Dombradi (Author); Catalog Number V1498397; ISBN (PDF) 9783389061176; ISBN (Book) 9783389061183; Munich, GRIN Verlag
- The role of AI in decision making for military operations; Krisztian Dombradi (Author); Catalog Number V1495581; ISBN (PDF) 9783389053782; ISBN (Book) 9783389053799; Munich, GRIN Verlag
- The Intersection of Secularization and Legal Evolution in Europe
- Krisztian Dombradi (Author);
- Cultural Studies - Miscellaneous;
- Catalog Number V1493831; ISBN (PDF) 9783389051542; ISBN (Book) 9783389051559; Munich, GRIN Verlag